# ティム・コーコラン (投手)
ティモシー・ヒュー・コーコラン（Timothy Hugh Corcoran, 1978年4月15日 - ）は、アメリカ合衆国ルイジアナ州バトンルージュ出身の元プロ野球選手（投手）。
弟にロイ・コーコランがいる。

## 経歴

### プロ入りとマイナー時代
1996年のMLBドラフトで、ニューヨーク・メッツから44巡目で指名され、5月26日に契約。
2000年12月11日にマイナーリーグ・ドラフトでボルチモア・オリオールズへ移籍。

### レイズ時代
2003年12月15日にマイナーリーグ・ドラフトでタンパベイ・デビルレイズへ移籍。
2005年6月14日に対ミルウォーキー・ブルワーズ戦でメジャーデビューを果たした。メジャー1年目は10試合に登板しただけだった。
2006年は主に先発として21試合に登板。
2007年も先発投手として期待されたが9試合の登板に終わり、10月1日にFAとなった。

### マーリンズ傘下時代
2007年12月7日にフロリダ・マーリンズと契約する。
2008年11月3日にFAとなった。

### ドジャース傘下時代

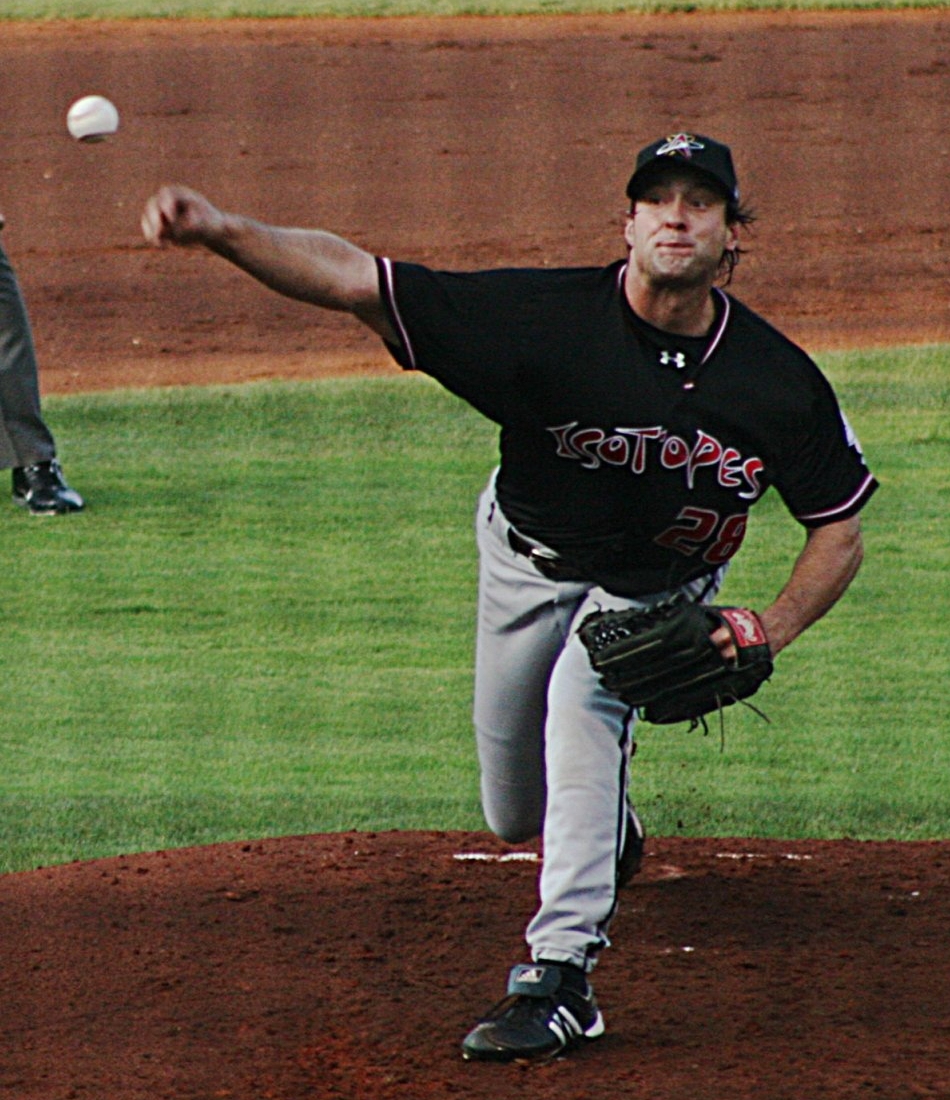
2010年、3Aアルバカーキ時代

2009年3月7日にロサンゼルス・ドジャースとマイナー契約を結んだ。11月9日に一度FAとなり、12月8日にドジャースと再契約。
2011年はトミー・ジョン手術を行い、シーズンを全休。11月2日にFAとなった。
2012年1月20日にドジャースと再契約。メキシカンリーグのシウダーデルカルメン・ドルフィンズで16試合に登板し、8月からAAA級アルバカーキでプレー。3試合に登板した。ドジャースで4シーズン過ごすもメジャー昇格はならず、11月3日にFAとなった。

### ブレーブス傘下時代
2012年12月19日にアトランタ・ブレーブスとマイナー契約を結んだ。
2013年は傘下AAA級グウィネット・ブレーブスでプレー。

### DeNA時代
2013年6月4日に横浜DeNAベイスターズと契約合意し、6月10日に入団会見を行った。しかし8月後半に家庭の事情で一時帰国するなど、ローテーションを守ることが出来ず、結果も残せなかったことから、同年11月21日に翌年の契約を結ばないことが発表された。

## 詳細情報

### 年度別投手成績
| 年 度    | 球 団    | 登 板 | 先 発 | 完 投 | 完 封 | 無 四 球 | 勝 利 | 敗 戦 | セ 丨 ブ | ホ 丨 ル ド | 勝 率 | 打 者 | 投 球 回 | 被 安 打 | 被 本 塁 打 | 与 四 球 | 敬 遠 | 与 死 球 | 奪 三 振 | 暴 投 | ボ 丨 ク | 失 点 | 自 責 点 | 防 御 率 | W H I P |
| -------- | -------- | ----- | ----- | ----- | ----- | -------- | ----- | ----- | -------- | ----------- | ----- | ----- | -------- | -------- | ----------- | -------- | ----- | -------- | -------- | ----- | -------- | ----- | -------- | -------- | ------- |
| 2005     | TB       | 10    | 1     | 0     | 0     | 0        | 0     | 0     | 0        | 0           | ----  | 97    | 22.2     | 19       | 1           | 12       | 0     | 1        | 13       | 2     | 0        | 15    | 15       | 5.96     | 1.37    |
| 2006     | TB       | 21    | 16    | 0     | 0     | 0        | 5     | 9     | 0        | 0           | .357  | 396   | 90.1     | 92       | 10          | 48       | 3     | 4        | 59       | 0     | 1        | 48    | 44       | 4.38     | 1.55    |
| 2007     | TB       | 9     | 0     | 0     | 0     | 0        | 0     | 0     | 0        | 0           | ----  | 79    | 17.1     | 17       | 2           | 12       | 3     | 1        | 6        | 1     | 0        | 14    | 13       | 6.75     | 1.67    |
| 2013     | DeNA     | 7     | 7     | 0     | 0     | 0        | 1     | 3     | 0        | 0           | .250  | 155   | 33.2     | 43       | 7           | 18       | 0     | 3        | 14       | 1     | 1        | 22    | 21       | 5.61     | 1.81    |
| MLB：3年 | MLB：3年 | 40    | 17    | 0     | 0     | 0        | 5     | 9     | 0        | 0           | .357  | 572   | 130.1    | 128      | 13          | 72       | 6     | 6        | 78       | 3     | 1        | 77    | 72       | 4.97     | 1.53    |
| NPB：1年 | NPB：1年 | 7     | 7     | 0     | 0     | 0        | 1     | 3     | 0        | 0           | .250  | 155   | 33.2     | 43       | 7           | 18       | 0     | 3        | 14       | 1     | 1        | 22    | 21       | 5.61     | 1.81    |

### 記録
NPB投手記録
- 初登板・初先発：2013年7月5日、対読売ジャイアンツ9回戦（東京ドーム）、3回4失点で敗戦投手[4]
- 初奪三振：同上、3回裏に中井大介から見逃し三振
- 初勝利・初先発勝利：2013年7月27日、対阪神タイガース13回戦（阪神甲子園球場）、5回1失点

NPB打撃記録
- 初安打：2013年8月3日、対中日ドラゴンズ16回戦（横浜スタジアム）、4回裏に武藤祐太から左前安打

### 背番号
- 56 （2005年 - 2007年、2013年）